# خلدة (لبنان)
خَلدة هي مدينة ساحلية تقع على بعد 12 كيلومتر (7.5 ميل) جنوب بيروت في لبنان. إنها تشتهر كوجهة سياحية في الصيف خاصة بمنتجعاتها الشاطئية المتنوعة.
يقع الجزء الجنوبي من مطار بيروت الدولي في خلدة، بالإضافة إلى قاعدة جوية لبنانية. كما يمر الطريق السريع الذي يربط بيروت بجنوب لبنان عبر خلدة. تفتقر المدينة نفسها إلى أي شكل من أشكال التخطيط الحضري، وفي السنوات القليلة الماضية، تم استبدال معظم المساحات الخضراء بمباني تجارية وشقق. لا يزال من الممكن رؤية بعض أشجار الخضار والحمضيات تنمو في مناطق أصغر ومشتتة. أما بالنسبة للصناعات فهناك مصانع للألمنيوم والزجاج في هذه المنطقة.

## المدارس والجامعات
إلى جانب التجارة والصناعات، تضم خلدة أيضًا مؤسسات تعليمية مثل جامعة واحدة ومدرستين.

## التاريخ
تشير الحفريات الأثرية، التي تمت تغطيتها الآن، إلى أن الموقع كان محتلًا منذ بداية الألفية الأولى قبل الميلاد على الأقل. يقع خان خلدة على بعد بضعة كيلومترات جنوب خلدة، حيث كانت توجد مستوطنة رومانية بيزنطية رئيسية. وهنا، تم العثور على اثنين من البازيليكات المسيحية في القرنين الخامس والسادس الميلادي، واحدة بنيت على الأخرى وكلاهما مرصوف بالفسيفساء.
معلم هام آخر هو دار خلدة (أو "قصر خلدة")، مقر إقامة خاص للأمير الدرزي طلال أرسلان من عائلة أرسلان الرائدة.

## روابط خارجية
- http://lebanon.com/tourism/khalde.htm
- http://www.lebbeach.com/index.php؟option=com_alphacontent&section=12&cat=28&Itemid=47
- https://web.archive.org/web/20120226082906/http://cas.awm.gov.au/photograph/042175
- https://web.archive.org/web/20090314010434/http://www.beirutnationalmuseum.com/e-collection-fer.htm